# Raymond Vaillant
Raymond Vaillant (21 janvier 1935 - 18 février 2006) est un compositeur français, né à Moncontour (Vienne).

## Biographie
Il a occupé du 2 avril 1962 jusqu'en 1995 le poste de bibliothécaire à la Bibliothèque nationale, au département de la musique à l'Opéra de Paris où il réalisera un immense travail de paléographie, identifiant et répertoriant les œuvres conservées depuis le premier opéra français « Pomone » de Robert Cambert jusqu'aux œuvres les plus récentes.
La fréquentation quotidienne des manuscrits des grands maîtres du passé aura été un enrichissement inestimable.

### Études musicales
- À Paris : harmonie, contrepoint et fugue avec Julien Falk.
- Analyse et composition avec Claude Ballif.
- Henri Dutilleux l'adresse à Max Deutsch avec lequel il étudiera la Seconde école de Vienne et les grands chef-d'œuvre du passé; Il deviendra par la suite assistant de Max Deutsch à la classe de composition de l'École normale de musique de Paris.

Depuis 1968, Raymond Vaillant compose des œuvres qui, conjuguant la rigueur et l'émotion, attirent sur lui l'attention des critiques et du public.

## Catalogue des œuvres
- Trio   opus 1, 1968. [flûte, violoncelle & piano]

Création : Lundi 17 février 1969 au Théâtre de la Musique-Gaîté Lyrique, par Anne-Marie de Lavilléon, piano, Jacques Castagner, flûte et Michel Tournus, violoncelle, dans le cadre des grands concerts de la Sorbonne.
- De-ci, de-là opus 2, 1970. (13 min) Concerto de chambre pour 5 instruments [violon, alto, violoncelle, flûte et piano]

Création : 1971 à l'A.R.C. sous la direction de Max Deutsch.

Interprété par le Trio de Paris le 22 octobre 1976. Enregistré par le Trio de Paris (Radio-France, direction musicale : Daniel Chabrun)

Édité par les Éditions musicales transatlantiques.
- Offrande lyrique opus 3, 1970. (25 min) [chœur de 16 voix mixtes, 4 trombones, 4 violoncelles, 4 contrebasses et percussion] Le texte est du compositeur.

Création : le 12 mars 1987 au grand auditorium de Radio-France, les chœurs de Radio-France, l'ensemble instrumental du nouvel orchestre philharmonique étaient placés sous la direction de Michel Tranchant. Édité par : les Éditions musicales transatlantiques.
- Filigrane opus 4, 1973. [clarinette et piano]

Création : Lundi 21 mai 1973 au musée d'art moderne de la ville de Paris par les grands concerts de la Sorbonne ;
Tim Maloney, clarinette et Naohiko Kai, piano.
- Pour une ode à la neige opus 6 no 1, 1974. (12 min) [clarinette, trompette, vibraphone, piano, harpe et quatuor à cordes]

Création : Jeudi 19 décembre 1974 par l'ensemble L'itinéraire placé sous la direction de Boris de Vinogradov.

Édité par: les Éditions musicales transatlantiques.
- Au-delà de l'absence opus 6 no 2, 1975. [Mezzo-soprano et 13 musiciens]

Cette partition a été composée sur des textes de Roger Giroux.

Création : Samedi 11 décembre 1976 dans le grand auditorium de la maison de Radio-France par Anna Ringart, mezzo, le nouvel orchestre philharmonique placé sous la direction de Juan Pablo Izquierdo dans le cadre des concerts Musique au présent.
- Aurore opus 7, 1976. (9 min) [Flûte, alto et harpe] Pièce commandée par le Trio Debussy.

Création : Mardi 7 mars 1978 au musée d'art moderne de la ville de Paris par les grands concerts de la Sorbonne.

Édité par : les Éditions musicales transatlantiques.
- Lachrimae Mariae opus 10, 1977. (20 min) [4 voix solistes (ou chœur) et orgue]

Cette œuvre, d'abord écrite pour quatre voix solistes et orgue a vu une deuxième version pour chœur à quatre voix mixtes, des solos étant demandés aux premiers pupitres, et orgue.

Création : Dimanche 15 mai 1977 en l'église de l'abbaye d'Hauvillers par l'ensemble vocal Alternance à l'occasion du sixième centenaire de la mort de Guillaume de Machault.

(Au programme, figurait aussi la messe La sol fa ré mi de Josquin des Prés.)

Composition de l'ensemble vocal Alternance : Ghislaine Victorius, soprano ; Nicole Oxombre, contralto; Robert Dumé, ténor et Claude Meloni, basse. Françoise Rieunier touchait les orgues, tous étaient placés sous la direction de Boris de Vinogradov.
 Édité par : les Éditions musicales transatlantiques.
- Splendore mane illuminas, messe opus 12, 1980-1981. (1 h 10) [Soprano et baryton solo, 2 trompettes et trombone, chœur mixte et orgue]

Création : le 19 juillet 1981 au festival d'Avignon, en l'église Notre-Dame des Doms

Avec : Claude Giroux : soprano, Jacques Bona, baryton ; Henri Curity et Jacques Jamacon : trompettes ;
Guy Bartalay : trombone ; le chœur contemporain de l'université d'Aix-en-Provence (chef de chœur : Roland Heyrabédian) placés sous la direction de Boris de Vinogradov.

Édité par: les Éditions musicales transatlantiques.